# Wycombe Wanderers Football Club
Wycombe Wanderers Football Club é um clube de futebol inglês, com sede em High Wycombe, na região de Buckinghamshire. Foi fundado em 1887. O clube era uma das equipes amadoras principais em Inglaterra no século XX, então tornava-se profissional em 1993 depois que tivesse subido para a Football League. 
Disputa atualmente a EFL League One, a terceira divisão nacional. Manda seus jogos no Adams Park, com capacidade para receber 10.137 (9.448 aprox. Capacidade licenciada) torcedores. Em 2001, foi semifinalista da Copa da Inglaterra, repetindo o feito em 2006, desta vez na Copa da Liga Inglesa, perdendo para o Chelsea por 5-1.

## Jogadores famosos
Tony Horseman é o jogador com mais partidas disputadas e o maior artilheiro da história do Wycombe Wanderers: entre 1961 e 1978, foram 749 jogos e 416 gols pelo clube, que também foi o único que defendeu em toda a carreira.
Outros atletas de destaque que atuaram pelos Chairboys foram Keith Ryan, Gareth Ainsworth, Danny Senda, Matt Bloomfield, Dave Carroll, Matt Crossley, Adebayo Akinfenwa, Len Worley e Jason Cousins.

## Elenco atual
28 de abril de 2024
Legenda
- : Capitão
- : Jogador suspenso
- : Jogador lesionado

## Treinadores
| Inglaterra           | Jimmy McCormick  | 1951–1952                                       |
| Inglaterra           | Sid Cann         | 1952–1961                                       |
| Inglaterra           | Colin McDonald   | 1961                                            |
| Inglaterra           | Graham Adams     | 1961–1962                                       |
| Inglaterra           | Don Welsh        | 1962–1964                                       |
| Inglaterra           | Barry Darvill    | 1964–1968                                       |
| Inglaterra           | Brian Lee        | 1968–1976                                       |
| Inglaterra           | Ted Powell       | 1976–1977                                       |
| País de Gales        | John Reardon     | 1977–1978                                       |
| Inglaterra           | Andy Williams    | 1978–1980                                       |
| Inglaterra           | Mike Keen        | 1980–1984                                       |
| Inglaterra           | Paul Bence       | 1984–1986                                       |
| Inglaterra           | Alan Gane        | 1986–1987                                       |
| Inglaterra           | Peter Suddaby    | 1987–1988                                       |
| Escócia              | Jim Kelman       | 1988–1990                                       |
| Irlanda do Norte     | Martin O'Neill   | 1990–1995                                       |
| Inglaterra           | Alan Smith       | 1995–1996                                       |
| Inglaterra           | John Gregory     | 1996–1998                                       |
| Inglaterra           | Neil Smillie     | 1998–1999                                       |
| Irlanda do Norte     | Lawrie Sanchez   | 1999–2003                                       |
| Inglaterra           | Tony Adams       | 2003–2004                                       |
| Escócia              | John Gorman      | 2004–2006                                       |
| Escócia              | Paul Lambert     | 2006–2008                                       |
| Inglaterra           | Peter Taylor     | 2008–2009                                       |
| República da Irlanda | Gary Waddock     | 2009–2012                                       |
| Inglaterra           | Gareth Ainsworth | 2012–2023 (jogador-treinador entre 2012 e 2018) |
| Inglaterra           | Matt Bloomfield  | 2023–                                           |